# رافاييل بونزو
رافاييل بونزو (بالإسبانية: Rafa Ponzo) هو لاعب كرة قدم فنزويلي في مركز حراسة المرمى، ولد في 18 أكتوبر 1978 في كاراكاس في فنزويلا. شارك مع منتخب فنزويلا لكرة القدم. أما مع النوادي، فقد لعب مع ريال أوفييدو ومينيروس دو غويانا ونادي إيرميس أراديبو ونادي جيرونا ونادي سبتة ونيا سلاميس فاماغوستا.

## وصلات خارجية
- رافاييل بونزو على موقع قاعدة بيانات كرة القدم.إي يو (الإنجليزية)
- رافاييل بونزو على موقع ناشيونال فوتبول تيمز (الإنجليزية)
- رافاييل بونزو على موقع Soccerway.com (الإنجليزية)
- رافاييل بونزو على موقع AS.com (الإسبانية)